# Cantharellus defibulatus
Cantharellus defibulatus är en svampart som först beskrevs av Paul Heinemann, och fick sitt nu gällande namn av Eyssart. & Buyck 2001. Cantharellus defibulatus ingår i släktet Cantharellus och familjen kantareller.   Inga underarter finns listade i Catalogue of Life.